# Giambattista Pastorello
Giambattista Pastorello (Vicenza, 7 novembre 1944) è un imprenditore e dirigente sportivo italiano.

## Carriera

### Gli inizi: Rovereto, Padova e Modena
Ha iniziato nel mondo del calcio nel 1971 rilevando il Rovereto e risanandolo da una difficile situazione economico-finanziaria e gestendolo in veste di amministratore unico e presidente, sino al 1975, data di cessione della società.
Dal 1975 sino al 1982 è stato prima general manager e poi presidente (dal 1977 al 1979) del Padova A.C. di proprietà di Giuseppe Farina, in cui opera in qualità di general manager anche nel periodo 1987-1989.. Nel corso della gestione di Pastorello, il Padova A.C. acquista, tra gli altri, il giovanissimo Alessandro Del Piero.
È stato General manager del Modena dal 1982 al 1987, con promozione dalla serie C alla serie B nella stagione 1985-1986.

### Il periodo Parma Calcio
Successivamente, nel 1989, approda al Parma di proprietà di Ernesto Ceresini e, con Nevio Scala allenatore, il club crociato raggiunge la prima storica promozione dalla serie B alla serie A. Con l’arrivo della proprietà Tanzi (già sponsor del club come Parmalat) e la gestione Pastorello, il Parma aggiunge i più importanti successi della sua storia, coniugando risultati sportivi a bilanci attivi: vince la Coppa Italia nel 1992 nello scontro con la Juventus, la Coppa delle Coppe l’anno successivo con finale a Wembley contro l’Anversa, la Supercoppa Europea nel 1994 battendo il Milan a San Siro, e la Coppa UEFA nel 1995 nella finale contro la Juventus.
Durante la gestione Pastorello, il Parma acquista, tra gli altri, calciatori come Brolin (nazionale svedese), Grun (nazionale belga), Taffarel (nazionale brasiliana campione del mondo), oltre a Buffon (ceduto poi alla Juventus per 100 miliardi di lire), Zola, Cannavaro, Asprilla (ceduto poi al Newcastle per 37,5 miliardi di lire), Crespo ed Ayala.

### L'acquisto dell'Hellas Verona
Nell’autunno del 1997 Pastorello acquista l'Hellas Verona e ne diventa presidente. Nella stagione sportiva 1998-1999, sotto la guida di Cesare Prandelli, la squadra ottiene la promozione dalla serie B alla serie A.
Dopo un triennio nella massima serie – durante il quale la società valorizza calciatori come Gilardino, Camoranesi, Frey, Mutu e Oddo – gli scaligeri retrocedono in serie B.
Nel corso della presidenza dell’Hellas Verona, Pastorello è stato consigliere della Lega Nazionale Professionisti con presidente Adriano Galliani (Milan) e consigliere della Federazione Italiana Giuoco Calcio con Franco Sensi (Roma) e Antonio Giraudo (Juventus).
Nel 2006 il rapporto tra i tifosi e la proprietà risulta talmente deteriorato che Pastorello cede la società a Pietro Arvedi.

### L'approdo al Genoa e poi a Lugano
Nel 2007 diventa vicepresidente del Genoa (proprietà Enrico Preziosi) che in quell’anno, con Gian Piero Gasperini allenatore, ottiene la promozione dalla serie B alla serie A, assieme a Juventus (del dopo calciopoli) e al Napoli.
Dal 2008 è vicepresidente del Lugano Calcio, società che per due anni consecutivi arriva agli spareggi senza raggiungere la promozione in Super League. Nel marzo 2011, dopo la cessione di parte della proprietà, lascia il Lugano in quel momento primo in classifica e che vede, alla fine della stagione, sfumare ancora una volta la promozione.

## Scouting
Dopo aver individuato talenti di primo livello (tra cui Del Piero, Buffon, Camoranesi, Gilardino) ha continuato ad occuparsi di scouting internazionale nel settore calcistico per una società inglese.